# Abul'ala Ganjavi
 (mai 2021).
Abul'alā Ganjavi (en persan : ابوالعلا گنجوی) ou Abul'alā-ye Ganje'i (en persan : ابوالعلای گنجه‌ای, littéralement « Abul'alā de Ganja »), était un poète persan du XIIe siècle à la cour des Shirvanshahs. Il est aussi connu comme le « Maître des Poètes » (استاد الشعرا Ostād osh-Sho'arā),,, car il devint le maître en poésie de Khaqani, l'introduisant à la cour de Khaqan Manuchehr Shirvanshah, ainsi que de Falaki.